# Отто Штерн
О́тто Штерн (17 лютого, 1888 — 17 серпня, 1969) — німецький фізик, лауреат Нобелівської премії з фізики за 1943 рік.

## Біографія
Народився у Сорау (тепер Жори, Верхня Сілезія, навчався у Бреслау (Вроцлав).
У 1921 — 1922 роках вів наукові дослідження як професор Ростоцького університету; разом з Вальтером Герлахом експериментально довів існування магнітного моменту атома.
1923 року Штерн обійняв посаду повного (дійсного) професора Гамбурзького університету, яку покинув у 1933 внаслідок незгоди з політикою нацистів (на знак протесту проти звільнення з Франкфуртського університету колег — учених-євреїв — за нацистськими антисемітськими законами про громадянські права).
Надалі став професором фізики в Технологічному інституті Карнегі, де працював до 1945. Пізніше став почесним доктором у Каліфорнійському університеті в Берклі.
1939 року Штерн отримав американське громадянство. Під час Другої світової війни працював консультантом Міністерства оборони США.
З 1945 Отто Штерн — член Національної АН США, Американського філософського товариства, почесний доктор Каліфорнійського університету, Швейцарського федерального технологічного інституту. 1946 року Отто Штерн, який ніколи не був одружений, переїхав до Берклі (штат Каліфорнія), де мешкали дві його сестри. Тут він жив у відносній ізоляції, в останні роки призвичаївшись до вишуканого столу та сигар, охоче відвідував кіно. В одному з кінотеатрів Берклі 17 серпня 1969 року вчений помер від серцевого нападу.

## Основний науковий доробок
Внесок у фізику включав розробку методу молекулярних пучків, відкриття спіна (разом з Вальтером Герлахом, 1922; див. дослід Штерна-Герлаха), вимірювання атомних магнітних моментів, демонстрація хвильової природи атомів і молекул, відкриття магнітного момента протона.
Нобелівську премію з фізики 1943 було присуджено Отто Штерну «за внесок у розвиток молекулярно-променевого методу і відкриття магнітного момента протона».